# Everything I Wanted
«Everything I Wanted» (en español -Todo lo que quería-) es una canción electropop de la cantante australiana Dannii Minogue perteneciente a su tercer álbum de estudio Girl (1997).

## Historia
La canción fue escrita por Minogue, Mark Taylor y Steve Torch y producida por Metro. Fue publicada como el segundo sencillo el 20 de octubre de 1997 y obtuvo una recepción positiva por parte de los críticos de la música. En el Reino Unido, el sencillo alcanzó el top 20 de la lista UK Singles Chart quedando en la posición número 15 y se convirtió en su segundo sencillo que encabezó la lista UK Dance Club Chart, en Australia fue un éxito moderado ya que alcanzó el top 50 en la lista ARIA Singles Chart quedando en la posición número 44. La canción apareció como tema de fondo en la película australiana Head On (1998).

## Lista de canciones
CD sencillo #1
1. "Everything I Wanted" (Radio Edit) – 3:44
2. "Everything I Wanted" (Xenomania Radio Edit) – 4:46
3. "Everything I Wanted" (Álbum Versión) – 4:37
4. "Everything I Wanted" (Xenomania 12" Mix) – 7:09

CD sencillo #2
1. "Everything I Wanted" (Trouser Enthusiasts' Golden Delicious Mix) – 11:14
2. "Everything I Wanted" (Jupiter 6 Soul Surround Mix) – 6:54
3. "Everything I Wanted" (Xenomania 12" Instrumental) – 7:08
4. "Everything I Wanted" (Trouser Enthusiasts Liquid Silk Dub) – 11:10

UK Casete sencillo 
1. "Everything I Wanted" (Radio Edit) – 3:44
2. "Everything I Wanted" (Xenomania Radio Edit) – 4:46
3. "Everything I Wanted" (Álbum Versión) – 4:37

## Posicionamiento en listas
| Lista (1997)                                  | Mejor posición |
| --------------------------------------------- | -------------- |
| Australia (ARIA)                              | 44             |
| Europa (Eurochart Hot 100 Singles)            | 77             |
| Escocia (Official Charts Company)             | 16             |
| Reino Unido (Official Charts Company)         | 15             |
| Reino Unido (dance) (Official Charts Company) | 1              |